# 黑貓 (日本漫畫)
《黑貓》是矢吹健太朗所創作的日本漫畫作品。於集英社漫畫雜誌《週刊少年Jump》2000年開始至2004年1月號結束連載。單行本全20集。連載完畢之後2005年開始依此改編的廣播劇CD及小說出版。
改編電視動畫於2005年10月起至2006年3月於日本播放，全24話；於2007年起，分別於香港、東亞及台灣Animax播放。音泉網路電台從2006年3月30日開始每星期四「RADIO BLACK CAT」開始播放。
兩款遊戲分別於2006年在PlayStation 2推出《黑貓 機械天使》（BLACK CAT 〜機械仕掛けの天使〜）和2007年在任天堂DS推出《黑貓 黑貓的協奏曲》（BLACK CAT 〜黒猫の協奏曲〜）。

## 故事簡介
曾经暗杀过无数政界要人的机密组织「克羅諾斯」前王牌杀手托雷，人称“黑貓”，相传由于背叛组织而被杀。可是，2年后，他竟然再度出现，做起了“賞金獵人”。他与拥有“預知眼”的前国际搜查官史恩搭档，再加上好财如命的变装高手琳斯雷特和纳米生体兵器伊芙，一同寻找庫利得，以了结2年前结下的恩怨……

## 登場人物

### 主要角色
托雷·哈特涅特（原No.XIII）（Train Heartnet，配音員：近藤隆、高山南（小托雷）（日本），何志威、李明幸（小托雷）（台灣））
本作男主角。外號「黑貓」，地下世界機密組織「克羅諾斯」裡令人聞風喪膽的傳奇性殺手，槍法如神，典型的冷血殺手。十歲時父母為殺手薩奇涅所殺，後一邊跟隨薩奇涅學習殺人技巧，一邊伺機報仇。但薩奇涅在一次任務中重傷而死，托雷從此獨自過著非生即死的生活。而後在卡爾的關係加入克羅諾斯，成為克羅諾斯的殺手。
直到托雷遇上水無月·沙耶後，開始思考自己真正想要的生活方式。而在沙耶遭庫利得殺害後，留下遭處死的假紀錄後離開組織克羅諾斯，展開了賞金獵人的生活，同時也四處尋找庫利得，以為沙耶報仇。機緣下結識同為賞金獵人的史恩·波爾菲德，由於十分投緣，在認識的第三天正式結為搭擋。
武器是「裝飾槍-哈迪斯」，為特殊材質「奧理哈康」所製，一般的槍的槍托因不能承受托雷的連續射擊而容易損壞。與庫利得最後一戰發射炸裂電磁槍後，槍枝嚴重損毀。在兩年後由史恩修復，但破損的部分已非奧理哈康。
作為矢吹的下一個作品的漫畫《出包王女》出現一個外表和個性及武器都和托雷相似的角色庫羅。庫羅應該是作者有意讓他登場與主角群互動的人物，可惜過沒多久出包王女突然在162話宣告完結，庫羅始終僅出場一次而已。（後在《出包王女Darkness》第70話再次登場。）
史恩·波爾菲德（Sven Vollfied，配音員：藤原啓治（日本），官志宏（台灣））
托雷的拍擋史恩是一位風度翩翩的紳士。外表溫文有禮，談吐得體，以自己所謂的「紳士道」做為生活原則。手上的公事包為自己特製，內有許多槍械與機關。
史恩為「國際調查局」（I.B.I）前探員，經常以眼罩遮蓋具有預知能力的「預知眼」，這是探員時期好友羅德的遺物。預知眼能看到未來幾分秒的事物，但因為會消耗大量體力，所以史恩只有在危機時才使用。後為幫助托雷對抗星之使徒，不斷訓練自己克服預知眼的使用極限，結果預知眼因而蛻變，成為全新的「支配眼」。
水無月 沙耶（Saya Minatsuki，配音員：豐口惠（日本），黃珽筠（台灣））
賞金女獵人，穿著日式和服的年輕少女，也是令托雷退出克羅諾斯的人物。非常喜歡喝牛奶。
動畫中第一次與托雷見面時，沙耶剛好在屋頂上唱歌，引起了托雷注意，雖然托雷不承認，但他確實為了和她見面而放了瓶牛奶引誘她。
槍法了得，其發出的「跳彈」能從各種角度擊敗敵人。被庫利得當成誘惑托雷的魔女，為了使其將托雷救出，因而遭到庫利得殺害。
伊芙（Eve，配音員：福圓美里（日本））
透過奈米技術及複製而成的伊芙。生來就被培養成殺人武器，但直至遇上史恩，意志開始在伊芙的內心萌發，後來在托雷與史恩的活躍下才獲得自由，之後因希望能幫上史恩的忙而跟其一同旅行。
剛開始個性單純，在接觸外界後精神快速成長，想法變得十分成熟。有要超越托雷，成為史恩搭擋的野心。
伊芙可透過體內數億個與自己意識同步的納米機器，隨意將身驅變成任何東西。尤其隨著伊芙知識與想像力的增加，變形的種類與精緻度也隨之上升。
常用變形招式分別有髮束之拳、大鐵鎚、盾牌、天使翅膀、羽毛子彈，後期還有人魚型態、全身鋼鐵化與奈米切割器。
被托雷取上「小公主」的暱稱，緣由是他認為伊芙就像被壞人囚禁起來的公主。
作為矢吹的下一個作品的漫畫《出包王女》出現一個外表和個性及能力都和伊芙相似的角色金色闇影（金色の闇），同作品的電視劇CD的廣播劇演員與伊芙一樣由福圓擔任。
琳斯雷特·沃克（Rinslet Walker，配音員：野上尤加奈（日本），林美秀（台灣））
琳斯雷特為惡名昭彰的小偷仲介人。因打算侵入托魯涅歐的宅邸，初次與史恩和托雷合作。
她喜歡戴上一頭假髮，喬裝成金髮美女，而且功夫了得。

### 時間的守護者（克羅諾斯CHRONOS）
為克羅諾斯最精銳的暗殺部隊，原由12個最強的暗殺者組成，在托雷特例加入後為13人。成員皆有以名為「奧理哈康」的特殊合金所打造專用武器，以及代表為其中成員的「時間的刺青」。
賽菲莉亞·亞克斯（No.I）（Sephiria Arks，配音員：井上喜久子（日本），李明幸（台灣））
統領時間守護者的年輕主將。對任何人都很好，個性小心謹慎；不過為了達成任務，無論任何犧牲都在所不辭，同時具有冷酷的一面。裝備是長刀“庫拉伊斯特”。動畫結局為擔任克羅諾斯主導者繼續為保護世界和平努力。
貝爾傑·羅希福爾（No.II）（Belze Rochefort，配音員：堀秀行（日本），林谷珍（台灣））
時間守護者的副隊長。外表看似嚴肅，其實有著替人著想的溫柔。對克羅諾斯十分忠誠，但對身為叛徒的托雷毫無敵意。使用的武器為長槍“滾滾尼爾”。
艾米利歐（No.III）（Belze Rochefort，配音員：千葉進步（日本））
其手持武器是名為“亞提米斯”（アルテミス）的奧理哈康製長弓。此角色只出現於動畫中，受梅索教唆一同背叛克羅諾斯。
克蘭茲·馬多克（No.IV）（Kranz Maduke，配音員：梯篤司（日本））
從出生就被以守護者的姿態施予戰鬥教育。雖然在幾年前的戰鬥中失去視力，但是深信唯有戰鬥才能夠證明自己存在的他，開發出藉由感受“聲音”與“空氣”的戰術，武器是超音速震動小刀“戰神”。
奈薩·布萊凱瑪（No.V）（Nizer Bruckheimer，配音員：江川央生（日本），官志宏（台灣））
賽伯拉斯的領隊。賽伯拉斯是由近距離攻擊的奈薩，中距離攻擊的傑諾斯、及遠距離攻擊的貝魯迦所組成，是重視攻擊力‧突破能力的部隊。武器是拐子“迪歐斯庫洛伊”。
阿努比斯（No.VI）（Anubis）
一頭有人類智慧與說話能力的黑狼，其左眼有Ⅵ的刺青，其附屬武器是裝備在尾巴上名為“歐西里斯”（オシリス）的奧理哈康製長鞭。此角色只出現於動畫中。
傑諾斯·哈薩德（No.VII）（Jenos Hazard，配音員：櫻井孝宏（日本），林谷珍（台灣））
自稱是時間守護者中最珍惜淑女的人。對琳斯頗有好感。雖然是幾年前就加入時間守護者，不過好像幾乎沒見過托雷，基本上其他的守護者都在世界各地奔走，很多人都彼此不相識。裝備是“ECTHELON”(銀線)。
巴魯多利亞斯·S·芬基尼（No.VIII）（通稱：巴魯多爾）（Baldorias S. Fanghini，配音員：勝杏里（日本））
是個自出生就被克羅諾斯以戰鬥者的姿態培養長大的人。所以對克羅諾斯的忠誠度非常高，也因此很多事都先斬後奏。武器是“海姆達爾”（地獄鐵球）。
特比德（No.IX）（David Pepper，配音員：黑田崇矢（日本））
其手持武器是名為“齊格飛”（ジークフリード）的奧理哈康製的撲克牌（共54張），在動畫中似乎在托雷還是時間守護者時就互相認識了。此角色只出現於動畫中。
林·夏歐利（No.X）（Lin Shaolee，配音員：齋賀光希（日本））
接替兩年前遭庫利得殺害的NO.X亞許，而成為守護者。精通快速變裝術，有個綽號叫“魔術師”，除此之外的資料都是謎。武器是“SEIREN”，是用奧里哈康鋼線所編織成的羽衣。似乎是中國籍。在討伐庫利得時提出僱用賞金獵人而假扮成“古林”組成賞金獵人同盟，動畫中其身分被托雷拆穿。
貝魯迦·J·哈特（No.XI）（Beluga J. Heard，配音員：石井康嗣（日本））
賽伯拉斯部隊中的砲手。使用武器是火箭筒“烏魯斯拉古那”。因為攜帶武器的關係，參加的任務大多是與敵對組織抗爭或是國際間的糾紛。
梅索·奧爾特羅索（No.XII）（Mason Ordrosso，配音員：納谷六朗（日本），官志宏（台灣））
為克羅諾斯元老。其武器是名為“阿包亞庫”（ア・バオア・クー）的奧理哈康製特殊鎧甲。漫畫中只在後期短暫出現，動畫最後為背叛克羅諾絲殺死三長老，與醫生聯手想要藉由伊甸園計畫毀滅世界，潛伏在克羅諾斯二十五年，並吸收同伴，最後是受托雷感化的庫利得與他對決。
亞許（原No.X）（Ash，配音員：武虎（日本））
在漫畫為回憶中的人物，並沒呈現長相。在動畫有登場，武器是前端有尖刺的杖。他與奈薩圍攻庫利得時被迎頭斬成兩半死亡。
因為他的死亡造成No.X位子空缺，後面才安排夏歐利遞補。

### 星之使徒
庫利得·迪斯肯斯（Creed Diskenth，配音員：三木真一郎（日本），林谷珍（台灣））
星之使徒的首領，能力是「sword」（刀），武器是「幻想虎徹」（Imagine Blade）。曾經是托雷·哈特涅特的夥伴，但是因為怨恨水無月·沙耶對托雷的影響，使托雷·哈特涅特離開時間守護者，決定殺害沙耶。他也因此和托雷結下深仇，不過本人卻認為自己是在拯救托雷。除了幻想虎徹的能力，後來更因奈米技術得到了無論受到多大傷害都能迅速復元的能力，但最後卻因托雷的爆裂電磁槍打壞他的幻想虎徹而落敗。
艾基多娜·帕拉斯（Echidna Parass，配音員：田中敦子（日本），李明幸（台灣））
星之使徒的成員之一。原本是知名的電影女星，後來到庫利得·迪斯肯斯的身邊，成為他重要的左右手。十分坦護庫利得·迪斯肯斯。能力是「空間轉移」，能開一個次元洞在空間之中穿梭。
希奇（Shiki，配音員：山口真弓（日本），林美秀（台灣））
星之使徒的成員之一。原本是異大陸的道之高手，加入星之使徒是為了證明道是最強的戰鬥術。具有將道能力激發出來的神氣湯的精製知識。能力是「insect」操蟲術，能將本身的氣加以物質化，如傀儡蜂藉由叮咬可以操縱對方身體、戰鬥魔蟲"剎鬼"則是專長於殺敵。最後因為對庫利得·迪斯肯斯向奈米科技的力量靠攏而感到不滿，在被托雷·哈特涅特的黑貓之爪打敗之後，打算不再袒護庫利得，直接道出庫利得·迪斯肯斯的所在。
馬洛（Maro，配音員：川津泰彦（日本），何志威（台灣））
星之使徒的成員之一。造型類似日本的相撲選手。與希奇相同是異大陸的道之高手，能力是「Gravity」重力，形成高重力空間，擁有重力壁、重力張手等技巧。因為托雷·哈特涅特識破重力的弱點，由上往下擊出麻痺神經的子彈而落敗。
夏登·法蘭貝魯克（Charden Flamberg，配音員：速水獎（日本），官志宏（台灣））
星之使徒的成員之一。主要與恭子一同行動。頭戴著一頂黑色大禮帽、身穿黑色大衣，臉上戴著墨鏡，墨鏡下的他其實十分帥。喜愛看恐怖小說和電影。
其能力是能操控血液，並將其塑造成各種形狀的「BLOOD」。
後來因為不認同庫利得的想法而退出。
霧崎 恭子（Kyōko Kirisaki，配音員：千葉千惠巳（日本），林美秀（台灣））
星之使徒的成員之一。主要與夏登一同行動。是位17歲的日本女學生。個性十分開朗，想做什麼就做什麼。
後來陪著夏登·法蘭貝魯克一起退出星之使徒。後來在陰錯陽差之下對托雷產生愛慕，並與其約下不再殺人的約定，也因此得以脫離克羅諾斯的追殺名單之列，過著一般人的生活。
能力是「Heat」，能將碰到的物體加熱，也能吐出火焰彈。
作為矢吹的下一個作品的漫畫《出包王女》裡的動畫（爆熱少女魔法恭子）的女主角
里昂·艾略特（Leon Elliott，配音員：皆川純子（日本），李明幸（台灣））
星之使徒的成員之一。很不滿大人看不起小孩的心理。因為神氣湯使其擁有力量逃離原本處在戰亂國家之苦，所以加入星之使徒。在與伊芙的戰鬥中被勸說改以其力量幫助弱小，而開始思考自己的未來，最後因為見證了托雷·哈特涅特與伊芙的堅韌與勝利，打算退出星之使徒重新生活。
艾提斯（Eathes，配音員：林美秀（台灣））
星之使徒的成員之一。原本是一隻普通的猴子，因神氣湯的功效而聽得懂人話，並且具備了「Copy」複製的能力，能將任何人的知識與力量複製為自己所有。在作品中曾複製蒂雅優博士的奈米知識幫助醫生的研究，後來因為被托雷·哈特涅特一腳打敗而歸順其中。此角色沒出現在動畫中。
神崎 幸助（醫生）（Kanzaki（Doctor），配音員：水島裕（日本），何志威（台灣））
星之使徒的成員之一，是繼希奇、馬洛加入之後，加入星之使者的最初成員之一。原來是開發依芙生化武器蒂亞優博士的助理。是個熱愛玩弄人心與實驗的知識狂。能力是「Warp world」扭曲世界，能造出類似虛擬實境的空間使人迷失其中。一度想解剖伊芙探究奈米機器的構造，卻被剛從扭曲世界逃脫的托雷·哈特涅特一拳打暈。動畫中在庫利得失敗後主導伊甸園計畫，帶走依芙企圖發動伊甸園毀滅世界，最後被托雷阻止。
杜蘭·葛拉斯達（Durham，配音員：福松進紗（日本））
獨自一人行動，未經過庫利得許可就向托雷挑戰，最後被庫利得處死。能力是「Shot」射擊，能將自己的氣打入愛槍，以子彈的形式發射出去。
普雷塔·古爾（Preta Ghoul，配音員：千葉進步（日本））
原為神父，卻是個連續殺人魔。具有腐蝕的能力，能將接觸到的物體腐蝕，卻被利巴·薩斯托利的遠距攻擊Sonic Fist（音速之拳）擊倒。
迪克·史拉斯基（Deek Slasky）
庫利得從監獄中發掘的囚犯。罪名是殺害4名自己喜歡的女性、且把屍體放入冰箱，他的犯罪行為反映出自身的道能力。擁有「Freeze」凍結的能力，能用冰形成防護擋住彈藥攻擊。最後被史恩·波爾菲德的電擊擊敗、由席爾菲頭頂補上一腳昏迷。此角色並沒出現在動畫中。

### 獎金獵人同盟
利巴·薩斯托利（River Zastory，配音員：神奈延年（日本），林谷珍（台灣））
獎金獵人。不管什麼事都一定要做到心安理得才肯罷休的人，經常會太過投入而做過頭。
以穿戴手甲的雙手為武器戰鬥，使用名為「GERBELL COMMAND」的格鬥技拳法，能以拳頭將子彈直接打回去。最尊敬的人是傳授自己格鬥技能的祖父。
是個嚴重的路痴，曾經能迷路迷到下水道去。
凱文·麥多加爾（Kevin McDougall，配音員：武内健（日本），李明幸（台灣））
從事獎金獵人7個月的新人。從小個性就很有正義感，當時就想「長大後要從事保護人的工作」。
高中畢業後在一流的企業就職。雖然經過短暫的工作，依然無法割捨孩提時代的夢想，於是因緣際會下便踏上獎金獵人這條路。
自成一格的兩把手槍，具有極為出色的槍法。
席爾菲·迪亞庫洛芙特（Silphyll，配音員：皆川純子（日本），李明幸（台灣））
參與獎金獵人同盟中除了伊芙外唯一的女性。從事獎金獵人的工作已經6年，由於父親是獎金獵人，從小就被傳授相關技術。
在她15歲那年，父親因飛機失事而身亡。事故發生很可能是對父親懷恨在心的犯罪集團所為，然而真相依然是個謎。不過，這件事卻是讓她立志成為獎金獵人的契機。
托馬·弗篤（Tōma Fudō，配音員：（日本））

蒙多庫（Mundock，配音員：園部好德（日本））

### 其他角色
提亞悠·魯娜提克（Tearju Lunatique，配音員：福圓美里（日本），李明幸（台灣））
天才科學家，也是複製自己成為伊芙的人。對奈米機器很在行，做事卻笨手笨腳，尤其是煮飯。
在《出包王女DARKNESS》中 金色闇影有提過她的名字
後來在《出包王女DARKNESS》中登場一位同名並極為相似的角色，而故事也帶出金色闇影原名伊芙。
同樣“由提亞悠複製自我而成”和“最初由提亞悠培育後來被惡勢力介入”等等的設定，
可見金色闇影（伊芙）與她和一部份的設定大致上在前後兩作都非常相似。
Annette Pierce（Annette Pierce，配音員：Shoko Tsuda （日本））

Tanya（Tanya，配音員：半場友惠（日本））

Woodney（Woodney，配音員：Bon Ishihara（日本））

薩奇涅（Zaguine Axeloake）　配音員：小西克幸（日本）
在動畫出現不多，但卻是最能影響托雷，為殺死托雷父母又訓練托雷的殺手，開始出現在托雷的回憶，最後一集則是幻化為阻擋托雷救依芙的最後一關。
Cleaver（Cleaver）
只在漫畫中出現。
Karl Walken（Karl Walken）
只在漫畫中出現。
Gyanza Rujike（Gyanza Rujike，配音員：天田益男（日本））

Lugart Won（Lugart Won）
只在漫畫中出現。
亞當（Adam）
只在動畫中出現。

## 出版書籍

### 漫畫
單行本
| 卷數 | 日文標題 | 中文標題         | 集英社         | 集英社             | 東立出版社     | 東立出版社         |
| 卷數 | 日文標題 | 中文標題         | 發售日期       | ISBN               | 發售日期       | ISBN               |
| ---- | -------- | ---------------- | -------------- | ------------------ | -------------- | ------------------ |
| 1    |          | 叫做黑貓的男人   | 2001年1月11日  | ISBN 4-08-873065-8 | 2001年7月25日  | ISBN 957-699-615-5 |
| 2    |          | “庫利得”         | 2001年3月7日   | ISBN 4-08-873091-7 | 2001年7月25日  | ISBN 957-699-616-3 |
| 3    |          | 活著的人能做的事 | 2001年5月6日   | ISBN 4-08-873114-X | 2001年11月30日 | ISBN 957-699-998-7 |
| 4    |          | 一日情人         | 2001年8月8日   | ISBN 4-08-873148-4 | 2001年12月31日 | ISBN 986-11-0113-6 |
| 5    |          | 革命的狼煙       | 2001年10月9日  | ISBN 4-08-873172-7 | 2002年2月5日   | ISBN 986-11-0256-6 |
| 6    |          | 幸福的價值       | 2001年12月29日 | ISBN 4-08-873217-0 | 2002年3月22日  | ISBN 986-11-0359-7 |
| 7    |          | 復仇時刻         | 2002年3月9日   | ISBN 4-08-873233-2 | 2002年5月21日  | ISBN 986-11-0442-9 |
| 8    |          | 賽伯拉斯入侵     | 2002年6月9日   | ISBN 4-08-873271-5 | 2002年9月13日  | ISBN 986-11-0630-8 |
| 9    |          | 古城的決戰       | 2002年8月7日   | ISBN 4-08-873299-5 | 2002年11月12日 | ISBN 986-11-0776-2 |
| 10   |          | 變化·然後…       | 2002年10月9日  | ISBN 4-08-873329-0 | 2002年12月23日 | ISBN 986-11-1366-5 |
| 11   |          | 約束             | 2002年12月9日  | ISBN 4-08-873349-5 | 2003年3月1日   | ISBN 986-11-1636-2 |
| 12   |          | 全新的槍         | 2003年3月9日   | ISBN 4-08-873395-9 | 2003年4月14日  | ISBN 986-11-2106-4 |
| 13   |          | 朋友             | 2003年5月6日   | ISBN 4-08-873421-1 | 2003年6月24日  | ISBN 986-11-2568-X |
| 14   |          | 締結同盟！       | 2003年8月9日   | ISBN 4-08-873494-7 | 2003年9月6日   | ISBN 986-11-2631-7 |
| 15   |          | 激戰的伊芙       | 2003年10月8日  | ISBN 4-08-873517-X | 2003年11月6日  | ISBN 986-11-2953-7 |
| 16   |          | “道”的真相       | 2003年12月9日  | ISBN 4-08-873535-8 | 2004年1月6日   | ISBN 986-11-3378-X |
| 17   |          | 追上前去！       | 2004年4月9日   | ISBN 4-08-873574-9 | 2004年4月15日  | ISBN 986-11-3656-8 |
| 18   |          | 引導的光芒       | 2004年6月9日   | ISBN 4-08-873596-X | 2004年7月31日  | ISBN 986-11-4042-5 |
| 19   |          | 身為獎金獵人     | 2004年8月9日   | ISBN 4-08-873640-0 | 2004年9月22日  | ISBN 986-11-5206-7 |
| 20   |          | 邁向隨性的明天   | 2004年10月9日  | ISBN 4-08-873662-1 | 2004年12月15日 | ISBN 986-11-5207-5 |

文庫版
（台灣譯為愛藏版）
| 卷數 | 集英社         | 集英社             | 東立出版社                 | 東立出版社                                                  |
| 卷數 | 發售日期       | ISBN               | 發售日期                   | ISBN                                                        |
| ---- | -------------- | ------------------ | -------------------------- | ----------------------------------------------------------- |
| 1    | 2005年9月16日  | ISBN 4-08-618362-5 | 2025年8月4日 2025年8月11日 | ISBN 978-626-02-4253-4（首刷限定版） ISBN 978-626-02-3923-7 |
| 2    | 2005年9月16日  | ISBN 4-08-618363-3 |                            |                                                             |
| 3    | 2005年10月18日 | ISBN 4-08-618364-1 |                            |                                                             |
| 4    | 2005年10月18日 | ISBN 4-08-618365-X |                            |                                                             |
| 5    | 2005年11月18日 | ISBN 4-08-618366-8 |                            |                                                             |
| 6    | 2005年11月18日 | ISBN 4-08-618367-6 |                            |                                                             |
| 7    | 2005年12月13日 | ISBN 4-08-618368-4 |                            |                                                             |
| 8    | 2005年12月13日 | ISBN 4-08-618369-2 |                            |                                                             |
| 9    | 2006年1月18日  | ISBN 4-08-618370-6 |                            |                                                             |
| 10   | 2006年1月18日  | ISBN 4-08-618371-4 |                            |                                                             |
| 11   | 2006年2月17日  | ISBN 4-08-618372-2 |                            |                                                             |
| 12   | 2006年2月17日  | ISBN 4-08-618373-0 |                            |                                                             |

### 小說
原作：矢吹健太朗 / 著者：大崎知仁
| 卷數 | 日文副標題  | 中文副標題              | 集英社         | 集英社             | 東立出版社     | 東立出版社             |
| 卷數 | 日文副標題  | 中文副標題              | 發售日期       | ISBN               | 發售日期       | ISBN                   |
| ---- | ----------- | ----------------------- | -------------- | ------------------ | -------------- | ---------------------- |
| 1    | BLACK CAT   | BLACK CAT 黑貓 Ⅰ        | 2003年3月10日  | ISBN 4-08-703126-8 | 2008年12月18日 | ISBN 978-986-10-2822-4 |
| 2    | BLACK CAT 2 | BLACK CAT 黑貓 Ⅱ        | 2003年8月25日  | ISBN 4-08-703130-6 | 2009年2月19日  | ISBN 978-986-10-3046-3 |
| 3    |             | BLACK CAT 黑貓 星之殘照 | 2005年10月24日 | ISBN 4-08-703160-8 | 2009年4月2日   | ISBN 978-986-10-3435-5 |

## 電視動畫

### 製作人員
- 原作：矢吹健太朗
- 行政製作：源生哲雄 (TBS) 、村濱章司 (GONZO)
- 企劃製作：鳥嶋和彦（集英社）、石川真一郎 (GONZO) 、余田光隆 (TBS)
- 系列構成：神山修一
- 人物設計/總作畫監督：秋山由樹子
- 總作畫監督：蘇武裕子
- 產品設計：森山洋
- 美術監督：池田繁美
- 色彩設計：村田恵里子、鈴木寿枝
- 撮影監督：北岡正
- 編輯：三嶋章紀、堀内隆
- 音樂：岩崎琢
- 音響監督：三間雅文
- 音樂製作人：藤田純二
- 音樂監督：佐藤世衣
- 動畫製片：小島勉
- 製作人：高野貴志 (TBS) 、渡辺直樹、沖浦泰斗、篠崎真哉、大徳哲雄
- 製作統覺：梶田浩司
- 導演：板垣伸
- 動畫製作工作室：GONZO
- 製作協力：集英社
- 製作：TBS、
- 著作權標示：（C）矢吹健太朗/集英社、TBS、

### 主題曲
片頭曲
演唱、作詞、作曲 - 賴子 / 編曲 - DAITA
片尾曲
（1話 - 12話）
演唱、作詞、作曲 - Puppy Pet / 編曲 - Puppy Pet、佐久間正英
（13話 - 24話）
演唱、作詞、作曲 - 松田亮治 / 編曲 - Dive-E Productions

### 各話資料
| 話數          | 標題 | 中文標題     | 劇本       | 分鏡                     | 演出              | 作畫監督                   |
| ------------- | ---- | ------------ | ---------- | ------------------------ | ----------------- | -------------------------- |
| #1            |      | 孤獨的貓     | 神山修一   | 板垣伸                   | 平井義通          | 秋山由樹子 内田真樹        |
| #2            |      | 困惑的貓     | 神山修一   | 板垣伸                   | 稲垣隆行          | 久嶋浩徳                   |
| #3            |      | 黑暗中的貓   | 長谷見沙貴 | 小林孝嗣                 | 小林孝嗣          | 西澤千恵                   |
| #4            |      | 微笑的貓     | 長谷見沙貴 | 板垣伸                   | 若林漢二          | 小森秀人                   |
| #5            |      | 下定決心的貓 | 長谷見沙貴 | 麦野アイス               | 藤本義孝          | 南伸一郎                   |
| #6            |      | 被狙擊的貓   | 神山修一   | 板垣伸                   | 平井義通          | 蘇武裕子                   |
| #7            |      | 受傷的貓     | 神山修一   | 板垣伸                   | 鎌仲史陽          | 日高真由美                 |
| #8            |      | 旅行的貓     | 神山修一   | 友田政晴                 | 友田政晴          | 松林唯人                   |
| #9            |      | 魅惑的貓     | 長谷見沙貴 | 板垣伸                   | 松本マサユキ      | 南伸一郎                   |
| #10           |      | 暴走的貓     | 神山修一   | 若林漢二 牛田潮 角田一樹 | 角田一樹          | 海老原雅夫 内田真樹        |
| #11           |      | 虛偽的貓     | 神山修一   | 板垣伸                   | 熊谷雅晃          | 西澤千恵 三浦かおる        |
| #12           |      | 戰鬥的貓     | 竹田裕一郎 | 板垣伸                   | 平井義通          | 飯島弘也 石川健介          |
| #13           |      | LOVE的貓     | 長谷見沙貴 | ひいろゆきな             | ひいろゆきな      | 加藤真人 荒木弥緒          |
| #14           |      | 小貓         | 長谷見沙貴 | 金澤勝眞                 | 友田政晴          | 祝浩司 松岡秀明            |
| #15（未播出） |      | 遠離的貓     | 竹田裕一郎 | 稲垣隆行                 | 稲垣隆行          | 竹田逸子 石井久志          |
| #15（#16）    |      | 捕龍的貓     | 神山修一   | 麦野アイス               | 土屋浩幸          | 山沢実                     |
| #16（#17）    |      | 打盹的貓     | 神山修一   | 板垣伸                   | 加藤顕            | 西澤千恵                   |
| #17（#18）    |      | 出航的貓     | 長谷見沙貴 | 福田道生                 | 熊谷雅晃          | 宇佐美皓一 青木美穂        |
| #18（#19）    |      | 疾馳的貓     | 長谷見沙貴 | 今石洋之                 | 友田政晴          | 浜津武広 柳瀬譲二 松林唯人 |
| #19（#20）    |      | 決鬥的貓     | 竹田裕一郎 | 板垣伸                   | 高橋正典          | 三輪和宏                   |
| #20（#21）    |      | 溺水的貓     | 神山修一   | 平井義通                 | 平井義通          | 青木美穂 山沢実            |
| #21（#22）    |      | 磨爪的貓     | 神山修一   | 角田一樹                 | 角田一樹          | 皆川智之                   |
| #22（#23）    |      | 樂園的貓     | 神山修一   | 板垣伸                   | 友田政晴          | 蘇武裕子 西澤千恵          |
| #23（#24）    |      | 隨心所欲的貓 | 神山修一   | 板垣伸                   | 高橋正典 平井義通 | 秋山由樹子                 |

※第15話電視沒有播出，以特典的形式收錄於DVD中。

### 播放電視台
日本深夜動畫：下文記載的日本国内播放時間使用日本標準時間（UTC+9）表示。因為部分時間标识會採用30小时制，因此請留意这类超过24:00的时间，其實際播放時間為翌日清晨。
| 播放地區   | 播放電視台   | 播放日期                         | 播放時間（UTC+9）     | 所屬聯播網          | 備註                          |
| ---------- | ------------ | -------------------------------- | --------------------- | ------------------- | ----------------------------- |
| 關東廣域圈 | 東京放送     | 2005年10月6日 - 2006年3月30日    | 週四 25:25 - 25:55    | TBS系列             | 製作電視台 ※第15話未於TBS播放 |
| 日本全域   | BS-i         | 2005年10月12日 - 2006年4月5日    | 週三 26:00 - 26:30    | TBS系列、BS數位放送 | 畫面顯示為16:9                |
| 日本全域   | Animax       | 2006年2月7日 - 7月25日           | 週二 23:00 - 23:30    | CS放送              | 有重播時段                    |
| 日本全域   | AT-X         | 2010年1月1日 - 6月11日           | 週五 9:30 - 10:00     | CS放送              | 有重播時段                    |
| 中京廣域圈 | 中部日本放送 | 2005年10月28日 - 2006年4月21日   | 週五 27:15 - 27:45    | TBS系列             |                               |
| 近畿廣域圈 | 毎日放送     | 2005年10月29日]] - 2006年4月15日 | 週六 26:25 - 26:55    | TBS系列             | 『Anime Shower』第2部         |
| 臺灣       | Animax       | 2008年6月5日 - 7月3日            | 週一至五19:00 - 19:30 | 有線電視            | UTC+8，含中文配音             |

## 関連項目
- 邪馬台幻想記

## 外部連結
- 網路廣播電台音泉「RADIO BLACK CAT」(每星期四更新)（页面存档备份，存于）（日語）
- 「BLACK CAT」黑貓WEB通信（日語）
- BLACK CAT（TBS的介紹網站） （页面存档备份，存于）（日語）